# Meir Wiener (Historiker)
Meir Wiener (auch: Meir ben David Hakohen Wiener sowie Winer, Viener und zahlreiche Namensvarianten; geboren 3. Juni 1819 in Glogau, Provinz Schlesien; gestorben 31. März 1880 in Hannover) war ein deutscher Religionslehrer, Historiker und Publizist sowie Forscher für Jüdische Geschichte und Literatur sowie Oberlehrer an der Jüdischen Religionsschule in Hannover.

## Leben
Meir Wiener wurde als Sohn des aus jüdischer Familie stammenden Kaufmanns David Wiener 1819 in Glogau geboren. Nach seinem Schulabschluss besuchte er die Universität Halle-Wittenberg, wo er 1847 mit einer Dissertation über die Sprache der Mischna mit dem Titel Dr. phil. abschloss.
Nach einer kurzen Zeit der Beschäftigung als Lehrer in Strelitz wirkte Wiener ab 1849 in der Residenzstadt des Königreichs Hannover als Lehrer der Religionsschule Jüdischen Gemeinde Hannover, einer Aufgabe, der er bis in die Gründerzeit des Deutschen Kaiserreichs im Jahr 1872 nachging. In diesem Zeitraum unterrichtete Wiener parallel dazu an der hannoverschen Bildungsanstalt für jüdische Lehrer.
Meir Wiener verfasste einige bedeutende wissenschaftliche Werke, darunter das 1850 erstmals erschienene Wörterbuch zum Pentateuch sowie die von ihm übersetzten und kommentierten Geschichtswerke Schewet Jehuda (1855) und Emek ha-Baka (1858). Zu seinen Schriften zählen zudem zwei Chroniken zu den Verfolgungen der Juden im Mittelalter und deren Vertreibung aus Spanien. Neben Wieners Schriften zu den Regesten zur Geschichte der Juden in Deutschland von 1862 publizierte er auch zahlreiche Aufsätze.
Meir Wieners Grab findet sich auf dem Jüdischen Friedhof An der Strangriede in Hannover.

## Schriften (Auswahl)
- Wörterbuch zum Pentateuch. Als Hilfsmittel für das Verständniß des Textes und der grammatischen Formen der heiligen Schrift beim Schul- und Privatunterrichte, Heft 1, Hannover: Helwing'sche Hofbuchhandlung, 1850; Digitalisat der Bayerischen Staatsbibliothek
- Yôsēf, hak-KoheÌn, Meir Winer: Emek habacha (= Bibliothek jüdischer Chroniken und Reisewerke, Bd. 1),  (= Schriften, herausgegeben vom Institute zur Förderung der Israelitischen Literatur, Bd. 3.1857/58, Leipzig: Leiner, 1858
  - Šoršē hat-Tōrā ( = Wörterbuch zum Pentateuch. Als Hilfsmittel für das Verständniß des Textes und der grammatischen Formen der heiligen Schrift beim Schul- und Privatunterrichte bearbeitet / von Dr. M. Wiener, Oberlehrer an der Religionsschule der isr. Gemeinde zu Hannover), 2. verbesserte und vermehrte Auflage, Hannover: Helwing, 1867
- Das Buch Schevet Jehuda / von Salomo Aben Verga. Aus dem Hebräischen ins Deutsche übertragen, mit einer Vorrede, Anmerkungen und Register versehen und mit Zusätzen bereichert von M. Wiener (= Sefer Sheveṭ Yehudah  <dt.> ספר שבט יהודה) (= Liber Schevet Jehuda), Hannover: Rümpler, 1856
- M. Wiener (Bearb.): Regesten zur Geschichte der Juden in Deutschland während des Mittelalters, Hannover: Hahn'sche Hofbuchhandlung, 1862:
  - Bd. 1: Unter den römischen Königen und Kaisern; Digitalisat
  - Bd. 2: In Baiern, Hannover: Hahn, 1862
  - Bd. 3: Unter der Herrschaft des Hauses Habsburg
- Die Juden unter den Braunschweigischen Herzögen Julius und Heinrich Julius, nach historischen Quellen dargestellt, Sonderdruck aus der Zeitschrift des Historischen Vereins für Niedersachsen, Jg. 1861, Hannover: Hofbuchdruckerei Gebr. Jänecke, 1862; Digitalisat der Goethe-Universität Frankfurt am Main
- Meir ben David ha-Kohen Wiener: Geschichte der Juden in der Residenzstadt Hannover, vorzugsweise während des 16. Jahrhunderts. Nach größtenteils bisher noch nicht veröffentlichten Urkunden dargestellt .... In: Monatsschrift für Geschichte und Wissenschaft des Judentums, Heft 8, Berlin: Jüdischer Kulturbund in Deutschland, Abteilung Verlag (1861), S. 281–296; als PDF-Dokument oder Digitalisat auf der Seite der Universitätsbibliothek Frankfurt am Main
- Liepmann Cohen und seine Söhne, Kammeragenten zu Hannover. In: Monatsschrift für Geschichte und Wissenschaft des Judentums, Heft 5, Berlin: Jüdischer Kulturbund in Deutschland, Abteilung Verlag, 1864, S. 161–184; als PDF-Dokument oder zur Online-Recherche
- Sēfär Šēbäṭ Jehūdā / Šelōmō Ben-Wīrgā. M. Wiener, Neudruck der Ausgabe Hannover 1855/56, Hannover: Heinz Lafaire, 1924
  - Bd. 1: Fasciculus I. textum hebraicum continens, Hannover:
  - Bd. 2:  Fasciculus II. interpretationem germanicam continens
- Mivḥar haš-širā hā-ʿivrît. lĕ-miy-yôm ḥǎtôm kĕtāvê haq-gĕlôt Yiśrāèl mē-ʿal admat Sĕfārad bi-šnat 5252 / ʿārûk u-mĕtuqqān ʿal-yĕdê Ḥayyîm Brodî bĕ-hišttatĕfût Mē'îr Wîner (=  Anthologie der hebräischen Poesie), Mahǎdûrā me uṣṣeret mĕtûqqenet û-mĕvōʾeret ʿal-yĕdê A. M. Haberman, Yĕrûšālāyim: Mas, 1946